# Heinrich Leuthold

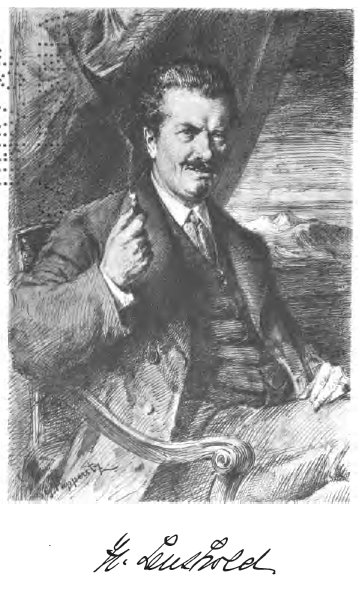
Heinrich Leuthold.

Heinrich Leuthold, född 9 augusti 1827, död 1 juli 1879, var en tysk-schweizisk författare.
Leuthold kom efter resor i Sydfrankrike och Italien 1857 till München, där han upptogs i en krets av författare, "Münchner Dichterkreis". Leuthold, som var en stolt och självkritisk natur, framträdde i livstiden endast i ett tillsammans med Emanuel Geibel utgivet band tolkningar av fransk poesi, Fünf Bücher französischer Lyrik (1862). Han förde i övrigt en ganska besynnerlig levnad och greps 1877 av psykisk sjukdom. Hans efterlämnade Gedichte utgavs 1879 och visar exempel på fritt lopp åt de starka lidelserna utan ett ögonblicks avprutning på den formella utmejslingen. Hans Gesammelte Dichtungen utgavs i 3 band 1914.